# 1976年冬季残疾人奥林匹克运动会西德代表团
1976年冬季残疾人奥林匹克运动会西德代表团是西德派出的1976年冬季残疾人奥林匹克运动会代表团。获得10枚金牌、12枚银牌和6枚铜牌。